# 동경 61도
동경 61도(東經61度)는 본초 자오선에서 동쪽으로 61도 떨어진 경선이다. 북극점에서 시작하여 북극해, 유럽, 아시아, 인도양, 남극해, 남극을 거쳐 남극점에 이른다.
동경 61도는 서경 119도와 이어져 지구의 둘레를 이룬다.
북극점에서 남극점까지 동경 61도선은 다음 지역을 지나간다.
| 좌표                                                  | 나라, 지역, 해역 | 주석                                                            |
| ----------------------------------------------------- | ---------------- | --------------------------------------------------------------- |
| 북위 90° 0′ 동경 61° 0′  / 북위 90.000° 동경 61.000°  | 북극해           |                                                                 |
| 북위 81° 6′ 동경 61° 0′  / 북위 81.100° 동경 61.000°  | 러시아           | 제믈랴프란차이오시파 제도의 라론시에르 섬과 빌체카 섬           |
| 북위 80° 22′ 동경 61° 0′  / 북위 80.367° 동경 61.000° | 바렌츠해         |                                                                 |
| 북위 76° 14′ 동경 61° 0′  / 북위 76.233° 동경 61.000° | 러시아           | 노바야젬랴 섬의 세베르니 섬                                     |
| 북위 75° 10′ 동경 61° 0′  / 북위 75.167° 동경 61.000° | 카라해           |                                                                 |
| 북위 69° 50′ 동경 61° 0′  / 북위 69.833° 동경 61.000° | 러시아           |                                                                 |
| 북위 53° 55′ 동경 61° 0′  / 북위 53.917° 동경 61.000° | 카자흐스탄       | 4 km 정도                                                       |
| 북위 53° 53′ 동경 61° 0′  / 북위 53.883° 동경 61.000° | 러시아           |                                                                 |
| 북위 53° 40′ 동경 61° 0′  / 북위 53.667° 동경 61.000° | 카자흐스탄       | 6 km 정도                                                       |
| 북위 53° 37′ 동경 61° 0′  / 북위 53.617° 동경 61.000° | 러시아           |                                                                 |
| 북위 52° 51′ 동경 61° 0′  / 북위 52.850° 동경 61.000° | 카자흐스탄       |                                                                 |
| 북위 52° 26′ 동경 61° 0′  / 북위 52.433° 동경 61.000° | 러시아           | 14 km 정도                                                      |
| 북위 52° 18′ 동경 61° 0′  / 북위 52.300° 동경 61.000° | 카자흐스탄       |                                                                 |
| 북위 51° 28′ 동경 61° 0′  / 북위 51.467° 동경 61.000° | 러시아           |                                                                 |
| 북위 50° 41′ 동경 61° 0′  / 북위 50.683° 동경 61.000° | 카자흐스탄       |                                                                 |
| 북위 44° 25′ 동경 61° 0′  / 북위 44.417° 동경 61.000° | 우즈베키스탄     |                                                                 |
| 북위 41° 14′ 동경 61° 0′  / 북위 41.233° 동경 61.000° | 투르크메니스탄   |                                                                 |
| 북위 36° 39′ 동경 61° 0′  / 북위 36.650° 동경 61.000° | 이란             |                                                                 |
| 북위 34° 42′ 동경 61° 0′  / 북위 34.700° 동경 61.000° | 아프가니스탄     |                                                                 |
| 북위 31° 28′ 동경 61° 0′  / 북위 31.467° 동경 61.000° | 이란             |                                                                 |
| 북위 29° 59′ 동경 61° 0′  / 북위 29.983° 동경 61.000° | 아프가니스탄     | 19 km 정도                                                      |
| 북위 29° 49′ 동경 61° 0′  / 북위 29.817° 동경 61.000° | 파키스탄         | 발루치스탄 주 - 12 km 정도                                      |
| 북위 29° 43′ 동경 61° 0′  / 북위 29.717° 동경 61.000° | 이란             |                                                                 |
| 북위 25° 13′ 동경 61° 0′  / 북위 25.217° 동경 61.000° | 인도양           |                                                                 |
| 남위 60° 0′ 동경 61° 0′  / 남위 60.000° 동경 61.000°  | 남극해           |                                                                 |
| 남위 67° 27′ 동경 61° 0′  / 남위 67.450° 동경 61.000° | 남극             | 오스트레일리아령 남극 지역, 오스트레일리아가 영유권을 주장한다. |

## 같이 보기
- 동경 60도
- 동경 62도